# Cirrochroa aurica
Cirrochroa aurica är en fjärilsart som beskrevs av John Nevill Eliot 1978. Cirrochroa aurica ingår i släktet Cirrochroa och familjen praktfjärilar. Inga underarter finns listade i Catalogue of Life.